# 울치인 신화
러시아의 소수민족 울치인들의 신화를 설명한다.

## 유형

### 창조신화
땅에는 사람들이 많이 태어나서 살고 있었는데 태양 세 개와 달 세 개가 떠서 낮에는 생명체가 살 수 없고 밤에는 인간이 잠들 수 없었다. 그래서 돌라추-하다이(러시아어:  долачу-хадаи[*])가 활로 태양 두 개와 달 두 개를 쏘아서 떨어뜨렸고 장례와 종교 의례를 만들었고 죽은 사람의 영혼을 저승 부니(러시아어: буни)로 데리고 갔다.

### 토템신화
울치인은 곰, 호랑이, 늑대, 여우, 토끼, 매 등을 자신들의 기원으로 한다. 울치인은 곰이 숲의 사람이라고 믿으며 곰을 죽이고 곰 축제에 제물을 바치면 곰의 영혼이 숲의 정령에게 되돌아가서 인간에 대해서 호의적으로 말하고 숲의 정령이 다시 곰을 인간에게 보내준다고 믿는다.

### 정령신화
울치인은 물의 정령이나 바다의 정령에게 제물을 바치고 풍어를 기원하며 물의 정령은 가까운 곳에 사는 악한 정령과 먼 곳에 사는 선한 정령으로 나닌다.

## 관념

### 우주관
우주는 위의 세계 반타(러시아어: банта), 중간의 세계 아가나 나니(러시아어: агана нани), 아래의 세계 불린(러시아어: булин)으로 나뉜다. 인간은 아가나 나니에 살고 착한 행동을 하면 반타에 가고 악한 행동을 하면 불린에 간다. 세 세계는 무수(巫樹) 투루(러시아어: туру)로 연결된다.

### 영혼관
울치인은 인간의 영혼을 조상이 주며 조상과 이어진 생명의 실을 끊지 않으면 영생하지만 자연과 가정과 공동체에서 요구되는 전통적인 도덕을 어기면 실이 끊어져서 영혼이 사악한 정령으로 변한다고 믿는다. 사람이 아픈 것은 영혼이 몸을 일시적으로 떠났기 때문이고 사람이 죽는 것은 영혼이 몸을 완전히 떠났기 때문이라서 죽은 사람의 영혼을 담아 두기 위해서 개나 새끼 곰을 가두거나 인간 형상의 물체를 만든다.

### 질병관
사악한 정령인 질병의 정령이 인간의 영혼을 훔치면 질병이 생기고 샤먼이 영혼을 되찾으면 질병이 치료된다.